# Kirkland Lake
Kirkland Lake è una cittadina del Distretto di Timiskaming nel Nord Ontario, fu fondata nel 1919.
Il nome del piccolo centro deriva da un lago che si trova nelle vicinanze che a sua volta aveva preso il nome da Winnifred Kirkland, un segretario del Dipartimento delle miniere dell'Ontario.
La cittadina fu fondata nelle vicinanze di una miniera d'oro ma è anche nota per aver dato i natali a numerosissimi giocatori di hockey sul ghiaccio.